# 志野隆
志野 隆（しの りゅう、旧芸名：志野 リュウ、1977年7月25日 - ）は、日本の俳優。奈良県出身。プレステージ所属。関西大学社会学部卒業。以前は八田プロダクションに所属していた。
2016年7月1日、志野隆に改名。

## 出演

### テレビドラマ
- 連続ドラマ「火消し屋小町」（2004年、NHK総合）
- 愛の劇場「コスメの魔法2」（2005年、TBS） - 松村屋助手 役
- 水曜ミステリー9（テレビ東京）
  - 北アルプス山岳救助隊・紫門一鬼7（2005年） - 西田誠 役
  - 北アルプス山岳救助隊・紫門一鬼9（2007年） - 佐藤大介 役
  - 松本清張特別企画「不在宴会」（2008年） - 大原 役
- 夜王〜YAOH〜 最終話（2006年、TBS）
- 新・風のロンド（2006年、東海テレビ） - レストランBARボーイ 役
- アンナさんのおまめ 6話（2006年、テレビ朝日） - 翼 役
- 星ひとつの夜（2007年、フジテレビ）
- Cafe吉祥寺で 1話・41話（2008年、テレビ東京） - 元ルノーブルの店員役
- 花嫁のれん 第3シリーズ 48話・49話（2014年、東海テレビ） - 高岡の部下 役
- 土曜ワイド劇場「法医学教室の事件ファイル39」（2014年テレビ朝日）
- 信長協奏曲（2014年、フジテレビ） - 織田家臣 役
- 月曜名作劇場（TBS）
  - 陰の季節（2016年） - 金子警部補 役
  - 刑事の勲章（2016年） - 金子警部補 役
- 人形佐七捕物帳 3話（2016年、BSジャパン） - 富五郎役

### 映画
- ゴジラ FINAL WARS（2004年、東宝、監督：北村龍平） - X星人 役
- 踊る大捜査線 THE MOVIE3 ヤツらを解放せよ!（2010年、東宝、監督：本広克行）
- 花と蛇ZERO（2014年、東映ビデオ、監督：橋本一） - 弓削 役
- ふしぎな岬の物語（2014年、東映、監督：成島出） - 鯨祭男衆 役
- ソロモンの偽証 前篇・事件（2015年、松竹、監督：成島出） - 米倉正志 役[2]
- 新宿スワン（2015年、ソニー・ピクチャーズ エンタテインメント、監督：園子温）
- おかあさんの木（2015年、東映、監督：磯村一路） - 矢野中尉 役
- 信長協奏曲（2016年、東宝、監督：松山博昭） - 明智家臣 役
- 僕だけがいない街（2016年、ワーナー・ブラザース映画、監督：平川雄一朗） - 刑事 役
- シマウマ（2016年、ファントム・フィルム、監督：橋本一） - 医師 役
- シン・ゴジラ（2016年、東宝、監督：庵野秀明、樋口真嗣）小隊長 役[3]
- 真田十勇士（2016年、松竹・日活、監督：堤幸彦） - 真田侍 役
- グッドモーニングショー（2016年、東宝、監督：君塚良一） - 報道記者 役
- HiGH&LOW THE RED RAIN（2016年、松竹、監督：山口雄大） - ヤクザ 役
- 追憶（2017年、東宝、監督：降旗康男）刑事 役
- 帝一の國（2017年、東宝、監督：永井聡）看守 役
- マンハント（2018年、ギャガ、監督：ジョン・ウー）

### 舞台
- 毛皮のマリー（2009年4月 - 6月、ルテアトル銀座ほか全国11カ所）
- 葵上・卒塔婆小町（2010年4月 - 6月、ルテアトル銀座ほか全国8カ所）
- 東京カンカンブラザーズ 第8回公演「薄い黄色のカーディガン」（2014年9月、中野ザ・ポケット）

### CM
- 森永乳業
- エステWAM
- 全労済
- キリンフリー
- ツインリンクもてぎ

### スチール
- マクドナルド
- マールボロ
- イオン
- ワークマン
- マイクロソフト

### ミュージックビデオ
- 大塚愛「恋愛写真」